# Falga
Falga (em occitano:  Le Falgar) é uma comuna francesa na região administrativa da Occitânia, no departamento do Alto Garona. Estende-se por uma área de 5.38 km², com 132 habitantes, segundo o censo de 2018, com uma densidade de 25 hab/km².